# Henry Morgan (marchand)
Pour les articles homonymes, voir Henry Morgan et Morgan.
Henry Morgan, né à Saline le 14 novembre 1819 et mort à Montréal le 12 décembre 1893, est un homme d’affaires et marchand canadien.

## Biographie

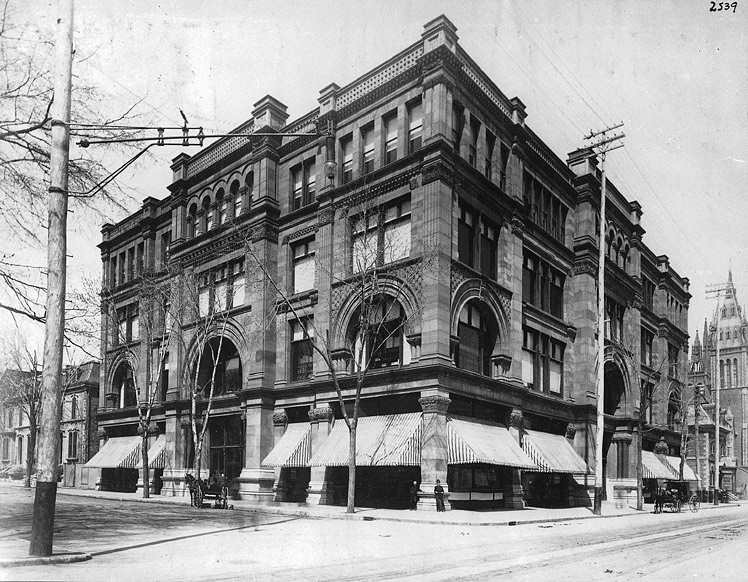
Le magasin Morgan en 1890.

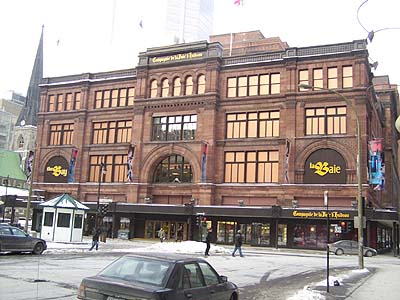
Le magasin Morgan de Montréal, devenu La Baie en 1972.

Troisième garçon d’une famille modeste, Henry Morgan débute, après avoir reçu l’éducation de base alors disponible avant de prendre un emploi, en 1837 à Glasgow dans un commerce en gros de produits secs. En 1844, après avoir acquis une connaissance approfondie de l’activité textile, il a économisé après dix ans de travail acharné une petite somme d’argent et obtenu un prêt de son beau-frère, John Davie. Encouragé par David Smith, un camarade écossais à Montréal, Morgan croyait que la vie était meilleure au Canada qu’en Écosse, alors confrontée à la liquidation des plaines (en) conséquente à la révolution agricole écossaise.
Entendant mettre à profit sa formation en y ouvrant une entreprise, Morgan décide d’émigrer à Montréal, où il s’associe, l’année suivante, à Smith pour faire de la vente au détail de tissus et d’articles généraux dans des locaux loués, rue Notre-Dame. En 1849, son association avec Smith prend fin et son frère James Morgan se joint à lui, mais reste à Glasgow pour superviser l’achat et l’expédition des marchandises à Montréal.
En mai 1845, Smith & Morgan ouvre ses portes. La ligne de produits était des draperies et des rideaux, des tissus de couture, des linges de ménage et une variété de produits en laine. Morgan travaille de 18 à 20 heures par jour, mais son travail acharné lui apporte le succès. En 1850, à la fin de son partenariat avec Smith, selon les termes du contrat commercial, Morgan décide de ne pas le renouveler, s'estime capable de faire mieux sans lui et met en place la Henry Morgan & Company (en) pour acquérir les actifs de l’entreprise.
Son frère James émigre alors à Montréal pour assumer ses responsabilités dans le magasin, et Morgan embauche à Londres un représentant pouvant choisir parmi les nombreux produits disponibles auprès des nombreux importateurs de textiles et représentants des fabricants. En quelques années, Morgan devient l’un des plus grands magasins de son genre à Montréal.
En 1866, après s’être rendu en Europe pour acheter des marchandises, il découvre à Paris le Bon Marché, le premier grand magasin français. Impressionné par ce qu’il a vu et conscient que les Américains ont commencé à en copier l’idée, il quitte la rue McGill, où il était installé depuis 1854, pour la rue Saint-Jacques, où il ouvre dans un vaste édifice de quatre étages ce qui est devenu le premier grand magasin au Canada. En 1872, le magasin Morgan innove en mettant en vitrine, pratique tout à fait inusitée à l’époque, des articles changeant fréquemment por attirer l’attention des passants. Son stock en gros est alors évalué à plus d’un demi-million de dollars.
En 1873, Morgan est propriétaire d’un des plus importants magasins de Montréal, le magasin Morgan installé rue Saint-Jacques au coin du square Victoria. Vers 1874, la Henry Morgan and Company devient la première maison de vente au détail au Canada à se doter de rayons, toujours sous l’inspiration du Bon Marché. À l’approche de ses soixante ans, deux des neveux de Morgan rejoignirent la société. Celui-ci remet alors de plus en plus la gestion quotidienne de la société à la jeune génération, mais au milieu des années 1880, il commence à envisager de construire un immense nouveau grand magasin.
La Henry Morgan and Company avait fait partie de l’énorme croissance de l’économie montréalaise qui avait vu la ville développer son centre d’affaires depuis le berges du fleuve jusqu’au plateau résidentiel sous le mont Royal. En 1891, la compagnie décide donc de quitter le Vieux-Montréal pour poursuivre son expansion en s’installant rue Sainte-Catherine, face au Square Phillips. Cette délocalisation est d’abord considérée par plusieurs commerçants montréalais comme une catastrophe commerciale et l’invasion inopportune d’un chic quartier résidentiel. Cependant, en peu de temps, de nombreux autres commerçants s’installent rue Sainte-Catherine, qui devient, au début du XXe siècle, la plus importante artère commerciale montréalaise.
Neuf mois après la mort de son frère James, Morgan meurt à son tour, laisse une entreprise prospère aux mains de ses neveux James II Morgan et Colin Daniel Morgan et est enterré au cimetière Mont-Royal a Montréal. Sa société continue à prospérer jusqu'à la seconde moitié du XXe siècle et ouvre des magasins dans plusieurs grandes villes de l’Ontario. La Henry Morgan et Company demeure une entreprise familiale privée pendant quatre générations jusqu’en 1960, lorsqu'elle est vendue au magasin La Baie.
Le grand magasin Henry Morgan de rue Sainte-Catherine continue de fonctionner sous le nom de Morgan jusqu’en 1972, lorsqu'il prend le nom de La Baie. Il demeure l’un des centres commerciaux montréalais les plus importants de cette enseigne.